# 이케야마 다카히로
이케야마 다카히로(일본어: 池山 隆寛, 1965년 12월 17일~)는 일본의 전 프로 야구 선수이자 야구 해설가·평론가이다, 현재 도쿄 야쿠르트 스왈로스 2군 감독이다.

## 인물

### 선수 시절
효고현 아마가사키시 출신으로 아마가사키 시립 아마가사키 고등학교를 졸업한 후 1983년 프로 야구 드래프트 회의에서 2순위로 지명받아 야쿠르트 스왈로스에 입단, 수비 포지션인 유격수와 3루수로 활약을 했다. 1988년부터 5년 연속 30개의 홈런을 기록, 1990년에는 타율 3할 3리, 31개 홈런, 97타점을 기록해 유격수로서는 사상 최초의 3할 대의 타율과 30개의 홈런을 달성했고, 같은 해인 1990년 8월 23일의 주니치 드래건스와의 경기에서 홈런, 단타, 2루타, 3루타 등을 연거푸 기록한 사이클링 안타를 달성했다. 1992년에 구단측에서 준영구 결번으로 제정된 와카마쓰 쓰토무의 등번호 1번을 물려받으면서 미스터 스왈로스(ミスタースワローズ)라는 별명이 붙여졌다. 타격에서의 활약이 눈에 띄는 한편, 수비에서의 공헌도도 높게 평가 받으면서 1991년에 유격수로서는 당시의 일본 신기록인 수비율(.9941)과 연속 수비 기회 무실책 기록(405차례)을 남겼지만 골든 글러브상의 수상은 단 한 차례(1992년)만 머물렀다.
2000년에는 팀의 동료인 이와무라 아키노리에게 자신의 등번호를 양보하면서 36번으로 등번호를 배정받았지만 주로 대타로 출전하는 일이 많아졌고, 2002년에 아킬레스건 부상 후유증으로 인해 현역 은퇴를 결심하여 2002년 시즌 마지막으로 19년의 선수 생활을 은퇴했다.

### 그 후
이후 후지 TV·닛폰 방송·산케이 스포츠 등 야구 해설가로 활동했고, 2006년부터는 현역 시절에 야쿠르트 감독을 지냈던 노무라 가쓰야 감독의 지휘하에 도호쿠 라쿠텐 골든이글스의 타격 코치로 부임하여 2009년까지 역임했다.
2010년에는 데일리 스포츠의 야구 평론가를 맡았고, 2011년 시즌부터 현역 시절 친정 팀인 도쿄 야쿠르트 스왈로스의 2군 타격 코치로 부임했다. 다시 2016년에 도호쿠 라쿠텐 골든이글스에 1군 타격코치를 하다가 2018년부터 2군 감독을 맡았다가.
다시 2019년에 데일리 스포츠의 야구 평론가로 돌아왔다가 2019년 10월 3일 야쿠르트 2군 감독이었던 다카쓰 신고가 1군 감독으로 부임을 하면서 공석이 된 2군 감독으로 부임을 했다.

## 출신 학교
- 아마가사키 시립 아마가사키 고등학교

## 선수 경력
- 야쿠르트 스왈로스(1984년~2002년)

## 지도자·기타 경력
- 후지 TV·닛폰 방송·산케이 스포츠 야구 해설위원(2003년~2005년)
- 도호쿠 라쿠텐 골든이글스 타격 코치(2006년~2009년, 2016년~2017년)
- 도쿄 야쿠르트 스왈로스 2군 타격 코치(2011년~2015년)
- 도호쿠 라쿠텐 골든이글스 2군 감독(2018년)
- 데일리 스포츠 야구평론가(2019년)
- 도쿄 야쿠르트 스왈로스 2군 감독(2020년~)

## 수상·타이틀 경력
- 베스트 나인: 5회(1988년~1990년, 1992년, 1993년)
- 골든 글러브상: 1회(1992년)
- 일본 시리즈 우수 선수상: 2회(1995년, 1997년)
- 월간 MVP: 1회(1998년 6월)
- 우수 JCB·MEP상: 2회(1989년, 1990년)

## 주요 기록

### 첫 기록
- 첫 출장: 1984년 8월 9일, 대 한신 타이거스 19차전(메이지 진구 야구장)
- 첫 타석: 상동.
- 첫 선발 출장: 1985년 4월 16일, 대 히로시마 도요 카프 1차전(메이지 진구 야구장)
- 첫 안타: 1985년 4월 21일, 대 요코하마 다이요 웨일스 2차전(메이지 진구 야구장)
- 첫 타점: 1985년 9월 8일, 대 주니치 드래건스 23차전(고리야마 종합 운동장 가이세이잔 야구장)
- 첫 도루: 상동
- 첫 홈런: 1986년 6월 12일, 대 요코하마 다이요 웨일스 10차전(요코하마 스타디움)

### 기록 달성 경력
- 통산 100홈런: 1990년 7월 21일, 대 주니치 드래건스 18차전(나고야 구장) ※역대 163번째.
- 통산 150홈런: 1992년 4월 29일, 대 한신 타이거스 4차전(한신 고시엔 구장) ※역대 94번째.
- 통산 1000경기 출장: 1993년 9월 12일, 대 히로시마 도요 카프 21차전(히로시마 시민 구장) ※역대 341번째.
- 통산 200홈런: 1993년 10월 3일, 대 요코하마 베이스타스 24차전(요코하마 스타디움) ※역대 65번째.
- 통산 1000안타: 1994년 8월 11일, 대 주니치 드래건스 20차전(나고야 구장) ※역대 179번째.
- 통산 250홈런: 1997년 5월 5일, 대 주니치 드래건스 6차전(메이지 진구 야구장)
- 통산 1500경기 출장: 1998년 7월 27일, 대 히로시마 도요 카프 19차전(메이지 진구 야구장) ※역대 124번째.
- 통산 1500안타: 2001년 4월 4일, 대 요미우리 자이언츠 2차전(메이지 진구 야구장) ※역대 81번째.
- 통산 300홈런: 2001년 5월 6일, 대 히로시마 도요 카프 7차전(히로시마 시민 구장) ※역대 24번째.

### 기타
- 올스타전 출장: 7회(1988년~1992년, 1994년, 1998년)
- 사이클링 안타: 1990년 8월 23일, 대 주니치 드래건스 22차전(메이지 진구 야구장)
- 1이닝 2홈런(1993년 5월 19일)
- 1이닝 7타점(1993년 5월 19일)
- 405차례 수비 기회 연속 무실책[1]

## 등번호
- 36(1984년~1991년, 2000년~2002년)
- 1(1992년~1999년)
- 77(2006년~2009년)
- 96(2011년~2015년)
- 88(2016년~2018년, 2020년~)

## 연도별 성적
| 연도       | 소속       | 경 기 | 타 석 | 타 수   | 득 점 | 안 타 | 2 루 타 | 3 루 타 | 홈 런 | 루 타 | 타 점 | 도 루 | 도루 실패 | 희생 번트 | 희생 플라이 | 볼 넷 | 고의 사구 | 死 구 | 삼 진 | 병 살 타 | 타 율 | 출 루 율 | 장 타 율 | O P S |
| ---------- | ---------- | ----- | ----- | ------- | ----- | ----- | ------- | ------- | ----- | ----- | ----- | ----- | --------- | --------- | ----------- | ----- | --------- | ----- | ----- | -------- | ----- | -------- | -------- | ----- |
| 1984년     | 야쿠르트   | 10    | 7     | 7       | 0     | 0     | 0       | 0       | 0     | 0     | 0     | 0     | 0         | 0         | 0           | 0     | 0         | 0     | 2     | 0        | .000  | .000     | .000     | .000  |
| 1985년     | 야쿠르트   | 65    | 94    | 85      | 5     | 12    | 3       | 0       | 0     | 15    | 1     | 1     | 2         | 1         | 0           | 8     | 4         | 0     | 29    | 6        | .141  | .215     | .176     | .392  |
| 1986년     | 야쿠르트   | 65    | 162   | 147     | 17    | 36    | 10      | 1       | 6     | 66    | 15    | 2     | 1         | 4         | 2           | 8     | 1         | 1     | 47    | 0        | .245  | .285     | .449     | .734  |
| 1987년     | 야쿠르트   | 127   | 453   | 400     | 42    | 100   | 25      | 1       | 13    | 166   | 46    | 3     | 1         | 11        | 2           | 37    | 13        | 3     | 112   | 8        | .250  | .317     | .415     | .732  |
| 1988년     | 야쿠르트   | 130   | 554   | 504     | 72    | 128   | 21      | 2       | 31    | 246   | 81    | 12    | 8         | 8         | 4           | 31    | 0         | 7     | 120   | 8        | .254  | .304     | .488     | .792  |
| 1989년     | 야쿠르트   | 130   | 540   | 484     | 80    | 128   | 13      | 2       | 34    | 247   | 74    | 6     | 3         | 6         | 2           | 47    | 2         | 1     | 141   | 7        | .264  | .330     | .510     | .840  |
| 1990년     | 야쿠르트   | 130   | 556   | 502     | 83    | 152   | 25      | 4       | 31    | 278   | 97    | 11    | 3         | 2         | 2           | 48    | 1         | 2     | 100   | 14       | .303  | .365     | .554     | .918  |
| 1991년     | 야쿠르트   | 132   | 557   | 498     | 74    | 134   | 28      | 1       | 32    | 260   | 80    | 13    | 5         | 1         | 4           | 48    | 1         | 6     | 124   | 12       | .269  | .338     | .522     | .860  |
| 1992년     | 야쿠르트   | 127   | 536   | 477     | 74    | 133   | 29      | 2       | 30    | 256   | 79    | 13    | 5         | 1         | 4           | 52    | 3         | 2     | 148   | 9        | .279  | .350     | .537     | .886  |
| 1993년     | 야쿠르트   | 108   | 451   | 390     | 63    | 100   | 15      | 1       | 24    | 189   | 71    | 10    | 5         | 3         | 4           | 51    | 1         | 3     | 95    | 9        | .256  | .344     | .485     | .828  |
| 1994년     | 야쿠르트   | 99    | 402   | 362     | 46    | 94    | 16      | 0       | 19    | 167   | 55    | 8     | 2         | 0         | 4           | 35    | 0         | 1     | 83    | 9        | .260  | .323     | .461     | .785  |
| 1995년     | 야쿠르트   | 130   | 521   | 456     | 64    | 120   | 24      | 2       | 19    | 205   | 70    | 8     | 5         | 0         | 3           | 56    | 2         | 6     | 105   | 14       | .263  | .349     | .450     | .799  |
| 1996년     | 야쿠르트   | 53    | 205   | 183     | 20    | 49    | 11      | 0       | 7     | 81    | 29    | 3     | 2         | 0         | 1           | 21    | 0         | 0     | 40    | 8        | .268  | .341     | .443     | .784  |
| 1997년     | 야쿠르트   | 124   | 505   | 439     | 65    | 121   | 26      | 3       | 18    | 207   | 79    | 11    | 1         | 2         | 9           | 49    | 7         | 6     | 76    | 21       | .276  | .358     | .472     | .818  |
| 1998년     | 야쿠르트   | 118   | 455   | 400     | 63    | 110   | 20      | 0       | 18    | 184   | 59    | 3     | 5         | 2         | 1           | 48    | 1         | 4     | 79    | 9        | .275  | .358     | .460     | .818  |
| 1999년     | 야쿠르트   | 60    | 225   | 204     | 22    | 45    | 4       | 0       | 8     | 73    | 23    | 1     | 1         | 4         | 3           | 14    | 0         | 0     | 47    | 7        | .221  | .267     | .358     | .625  |
| 2000년     | 야쿠르트   | 67    | 175   | 157     | 21    | 36    | 3       | 0       | 9     | 66    | 21    | 3     | 0         | 2         | 0           | 16    | 1         | 0     | 43    | 1        | .229  | .301     | .420     | .721  |
| 2001년     | 야쿠르트   | 65    | 85    | 73      | 7     | 14    | 4       | 0       | 4     | 30    | 12    | 0     | 0         | 0         | 3           | 7     | 1         | 2     | 30    | 1        | .192  | .271     | .411     | .682  |
| 2002년     | 야쿠르트   | 44    | 48    | 43      | 1     | 9     | 1       | 0       | 1     | 13    | 6     | 0     | 0         | 0         | 0           | 4     | 0         | 1     | 19    | 0        | .209  | .292     | .302     | .594  |
| 통산: 19년 | 통산: 19년 | 1784  | 6531  | 7577772 | 819   | 1521  | 278     | 19      | 304   | 2749  | 898   | 108   | 49        | 47        | 48          | 580   | 38        | 45    | 1440  | 143      | .262  | .331     | .473     | .804  |

- 굵은 글씨는 시즌 최고 성적.